# Цзяо-Чжоу

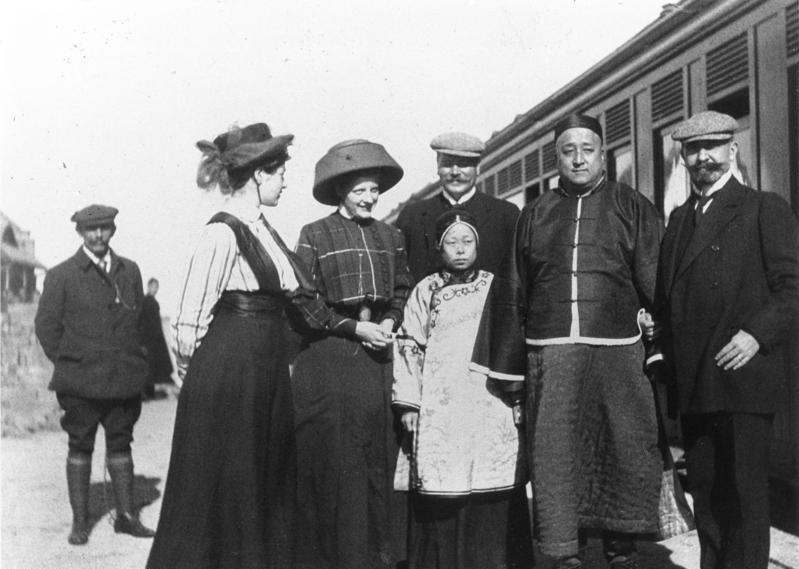
Немецкий губернатор Цзяо-Чжоу Оскар Труппель (справа) с главой рода потомков Конфуция (Яньшэн-гуном) Кун Линьи на вокзале в Циндао. 1910 г.

Цзяо-Чжоу (Kiautschou) — германская колония в Цинском Китае, существовавшая с 1898 по 1914 годы, после чего перешла к Японии в результате осады. Имела площадь 552 км², находилась около бухты Цзяочжоу на южном побережье Шаньдунского полуострова в провинции Шаньдун на севере Китая. Название «Jiaozhou» было романизировано как «Kiaochow», «Kiauchau» или «Kiao-Chau» в английском языке и «Kiautschou» или «Kiaochau» в немецком. Административным центром был город Циндао (Tsingtau). В русском языке общепринятое именование колонии — Цзяо-Чжоу, хотя в дореволюционных изданиях передавалось и как Киао-Чао.

## Предпосылки немецкой экспансии в Китай
Немецкие колонии в Китае должны были выполнять две основные функции: угольных станций, предназначенных для глобального военно-морского присутствия имперского флота, и элементов немецкой колониальной империи, необходимой для поддержания экономики метрополии. Густонаселённый Китай быстро попал в поле зрения как потенциальный рынок, и такие мыслители, как, например, Макс Вебер, требовали активизации колониальной политики со стороны правительства. Освоение Китая получило высокий приоритет, потому как считалось, что он является самым важным неевропейским рынком Мира.
Глобальная колониальная политика (Weltpolitik) без глобального же военного влияния была практически невозможна. А значит, германский флот должен был служить политическим интересам Германии: в мирное время через «дипломатию канонерок», а в военное — через рейдеры, призванные защитить немецкие торговые пути и сеять хаос среди торговых кораблей противника. Сеть военно-морских баз была ключевым требованием для реализации этой стратегии.
Германская империя относительно поздно включилась в борьбу за колонии по всему миру и опоздала к дележу «Китайского пирога». Поэтому она лихорадочно искала повод, чтобы наверстать упущенное. Ещё в 1860 году прусская эскадра обследовала залив Цзяочжоувань и нашла его очень удобным для создания здесь колонии и военного порта. К концу XIX века в Китае сложилась крайне тяжёлая внутренняя и внешняя обстановка. В 1894 году вспыхнула война Китая с Японией, которая привела к потере Тайваня. Внутри страны росло движение ихэтуаней (боксёров), направленное против засилья «иностранных дьяволов» и европейских миссионеров.
1 ноября 1897 года в провинции Шаньдун были убиты два германских миссионера, что послужило удобным поводом для захвата Германией залива Цзяочжоувань. Уже 14 ноября с кораблей Восточно-азиатской крейсерской эскадры был высажен десант, который без боя захватил территорию Цзяо-Чжоу. Воспользовавшись политической слабостью Китая, Германия 6 марта 1898 года вынудила цинское правительство подписать договор о передаче ей захваченной территории в аренду на 99 лет. Кроме того, согласно договору, Германия получала монопольные права на строительство железных дорог во всей провинции Шаньдун и на разработку местных угольных месторождений.
Захват колонии был произведён с целью расширения влияния Германии в Китае и для противодействия растущей мощи Японии и других великих держав в этом регионе, однако он сам послужил сигналом России, Англии и Франции к активизации экспансии в регионе.